# Alauda
|  | Per a altres significats, vegeu «Alauda (legió)». |

Alauda és un gènere d'ocells passeriformes. Són ocells menuts que viuen en camps oberts. Tenen una forma de cantar característica i agradable que ha fet que el cant d’Alauda sigui sovint esmentades a la literatura, poesia i folklore tradicional de molts països. Alauda razae és una espècie amenaçada endèmica de la petita illa de Razo, a Cap Verd. Alauda japonica és considerada una subespècie d'alosa vulgar per alguns autors.

## Taxonomia
Segons la Classificació del Congrés Ornitològic Internacional (versió 10.2, 2020) aquest gènere està format per 4 espècies:
- Alauda leucoptera - alosa alablanca.
- Alauda razae - alosa de Raso.
- Alauda gulgula - alosa oriental.
- Alauda arvensis - alosa eurasiàtica.